# ماریانی
ماریانی (به انگلیسی: Mariani) یک منطقهٔ مسکونی در هند است که در بخش جورهات واقع شده‌است. ماریانی ۲۰٬۸۰۱ نفر جمعیت دارد و ۱۵۵ متر بالاتر از سطح دریا واقع شده‌است.